# Hermenegildo II
Hermenegildo II fue obispo auxiliar de la diócesis de Oviedo durante los episcopados de Gomelo II, Flacino y Oveco. Durante años fue considerado el obispo titular de la sede ovetense, por ejemplo, por Carlos González de Posada quien afirmó que fue obispo entre 915 y 922 y por Manuel Risco que consideró que Hermenegildo fue obispo entre 921 y 926.
Hermenegildo aparece por primera vez en la documentación en 899 en las actas del concilio donde el rey Alfonso III de Asturias ordenó construir la iglesia prerrománica en Santiago de Compostela. La fecha que consta en las actas registradas en el Tumbo Nuevo de la catedral de Lugo es errónea pues figura como fecha el 4 de junio de 927, años después de la muerte del rey Alfonso III. En otra copia del mismo documento figura el 7 de mayo de 899, fecha que concuerda con todos los confirmantes del documento.
Su nombre vuelve a aparecer en un documento del 27 de mayo de 912 en le Libro de los testamentos de la catedral de Oviedo, pero probablemente se trate de una de las muchas falsificaciones del obispo Pelayo. La siguiente mención fiable del obispo Hermenegildo es del 8 de agosto de 921. Se trata de la donación de la villas de Naon, Granda y San Martín de Siero a la sede ovetense por el rey Ordoño II que confirma Hermegildus Ouetensis episcopus.